# Рамсей, Фрэнк Пламптон
Фрэнк Пламптон Рамсей (англ. Frank Plumpton Ramsey; 22 февраля 1903, Кембридж — 19 января 1930, Лондон) — английский математик, исследователь в области математики, философии и экономической науки, автор теоремы Рамсея, теории Рамсея, предложений Рамсея, соавтор модели Рамсея — Касса — Купманса.

## Биография
Родился 22 февраля 1903 года в семье математика и президента Магдален-колледжа Артура Рамсея. Он был старшим из четырёх детей. Младший брат Майкл Рамсей впоследствии стал архиепископом Кентерберийским, но сам Фрэнк до конца жизни был воинствующим атеистом. В 1915 году Фрэнк поступил в Винчестерский колледж, позже изучал математику в Тринити-колледже, где рано проявились его разносторонние способности и интересы.
В 1924 году благодаря поддержке Дж. М. Кейнса стал преподавателем Королевского колледжа Кембриджа. Читал лекции по математике, в дальнейшем стал заведующим учебной части по направлению математики.
В 1925 году вступил в брак, в котором у него родились две дочери.
В 1927 году опубликовал статью Факты и пропозиции (англ. Facts and Propositions), в которой представил, как её иногда называют, избыточную теорию истины. Теорема, доказанная Рамсеем в 1930 году, была названа его именем (см. теорема Рамсея), позже возник отдельный раздел математики — теория Рамсея.
В экономической науке исследовал проблематику математического моделирования, в частности, разрабатывал модели оптимального налогообложения и экономического роста. Исследования Фрэнка Рамсея в области математической экономики были высоко оценены современниками, одна из моделей экономического роста носит его имя (см. модель Рамсея), также в экономической теории известна проблема Рамсея.
Его работы о природе вероятности во многом опередили время, их значение стало понятно только с развитием теории игр и теории принятия решений. Сотрудничал с Людвигом Витгенштейном, в 19 лет сделал перевод его «Логико-философского трактата». Участвовал в дискуссиях с Витгенштейном и итальянским экономистом Пьеро Сраффой.
Умер 19 января 1930 года в результате неудачной операции, повлёкшей инфекционный гепатит.

## Сочинения
- The Foundations of mathematics and other logical essays, — London, 1931.
- On truth, Kluwer, 1991.
- Notes on philosophy, probability and mathematics, — Neapel, 1990.
- A mathematical theory of saving // The Economic Journal, Volume 38, Issue 152 (Dec., 1928), pp. 543—559.
- A contribution to the theory of taxation, 1927.
- On a problem of formal logic, — Proceedings London mathematical society, 1930.
- Philosophical papers / Mellor ed., Cambridge, 1990 (в сбор.: The Foundations of Mathematics (1925), Universals (1925), Theories (1929), Knowledge (1929), Facts and propositions (1927), General propositions and causality (1929), Truth and probability (1926)).

### В русском переводе
- Рамсей Ф. П. Философские работы. — М.: Канон+РООИ «Реабилитация», 2011. — 368 с. — ISBN 978-5-88373-081-7.